# Ботанический сад Женевы
Ботанический сад и консерватория города Женева (фр. Conservatoire et Jardin botaniques de la ville de Genève) — крупный ботанический сад с коллекцией более 12 тысяч видов растений.

## История

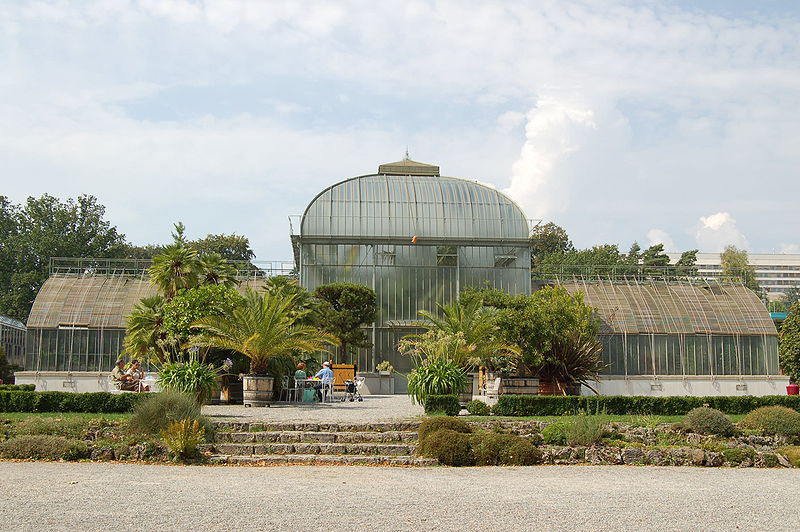

Ботанический сад Женевы был основан в 1817 году при содействии выдающегося швейцарского ботаника Огюстена Пирама де Кандоля на территории нынешнего Парка Бастионов (Parc des Bastions). В 1904 году сад переехал на своё современное расположение близ офиса ООН.

## Описание ботанического сада
В настоящее время ботанический сад занимает территорию 28 га. В нём собраны свыше 12 тысяч живых растений со всего мира. Гербарий Женевского ботанического сада (G) содержит свыше 6 миллионов образцов растений.
Сад разделён на несколько тематических секций — дендрарий, альпийский сад, сад лекарственных растений, сад культурных растений, несколько оранжерей и т.д.

## Галерея фотографий

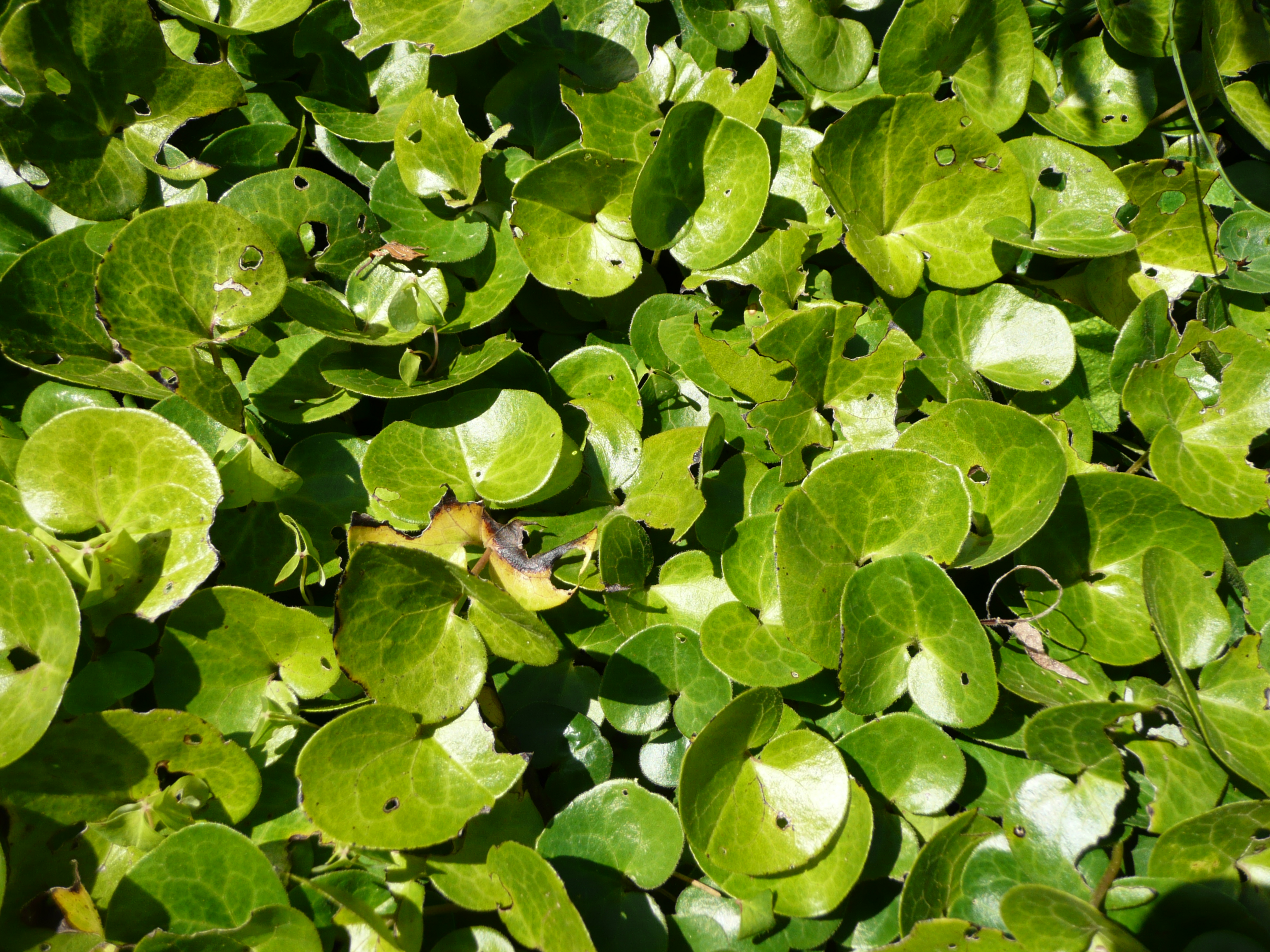
Asarum europaeum
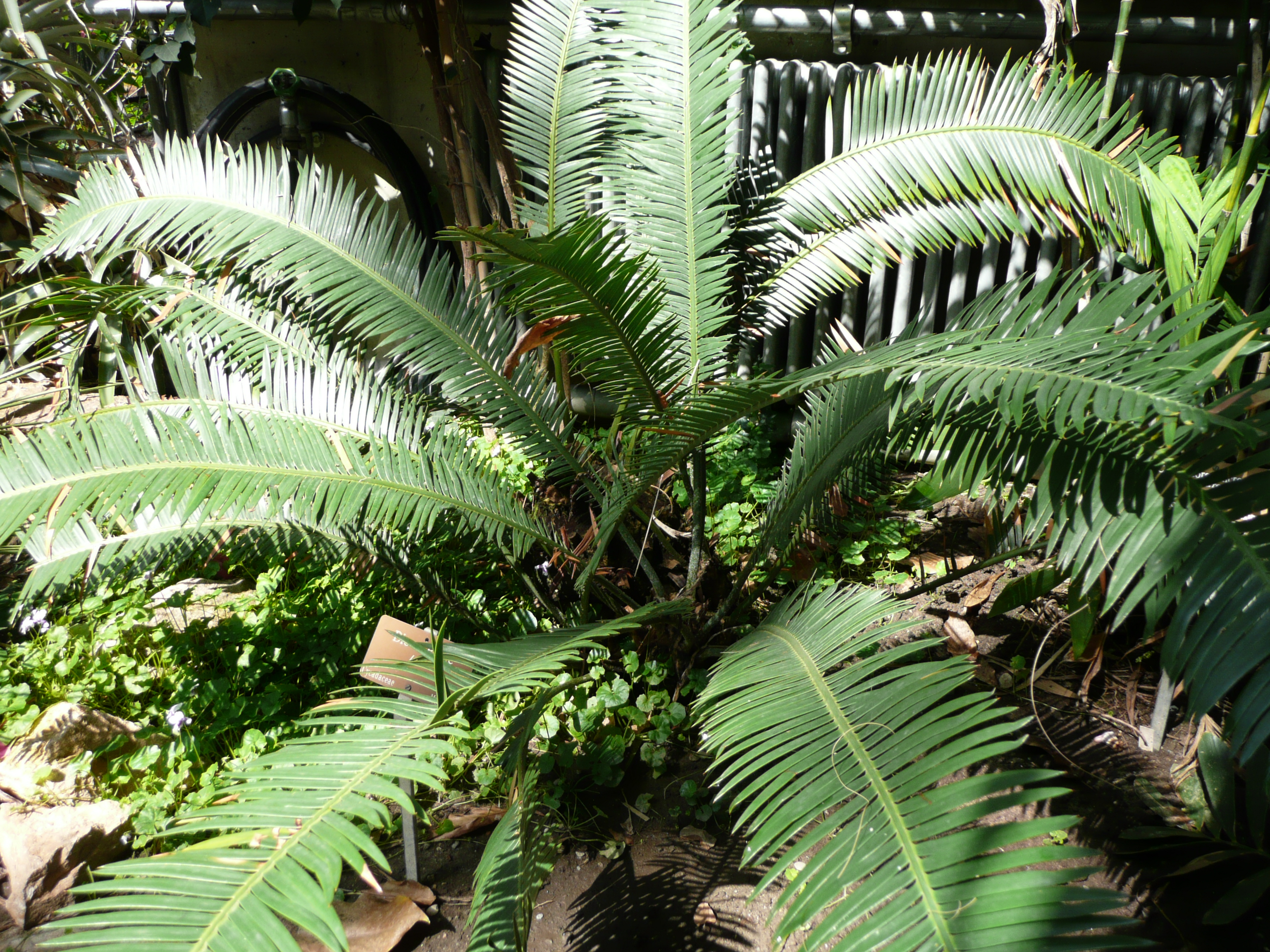
Dioon edule
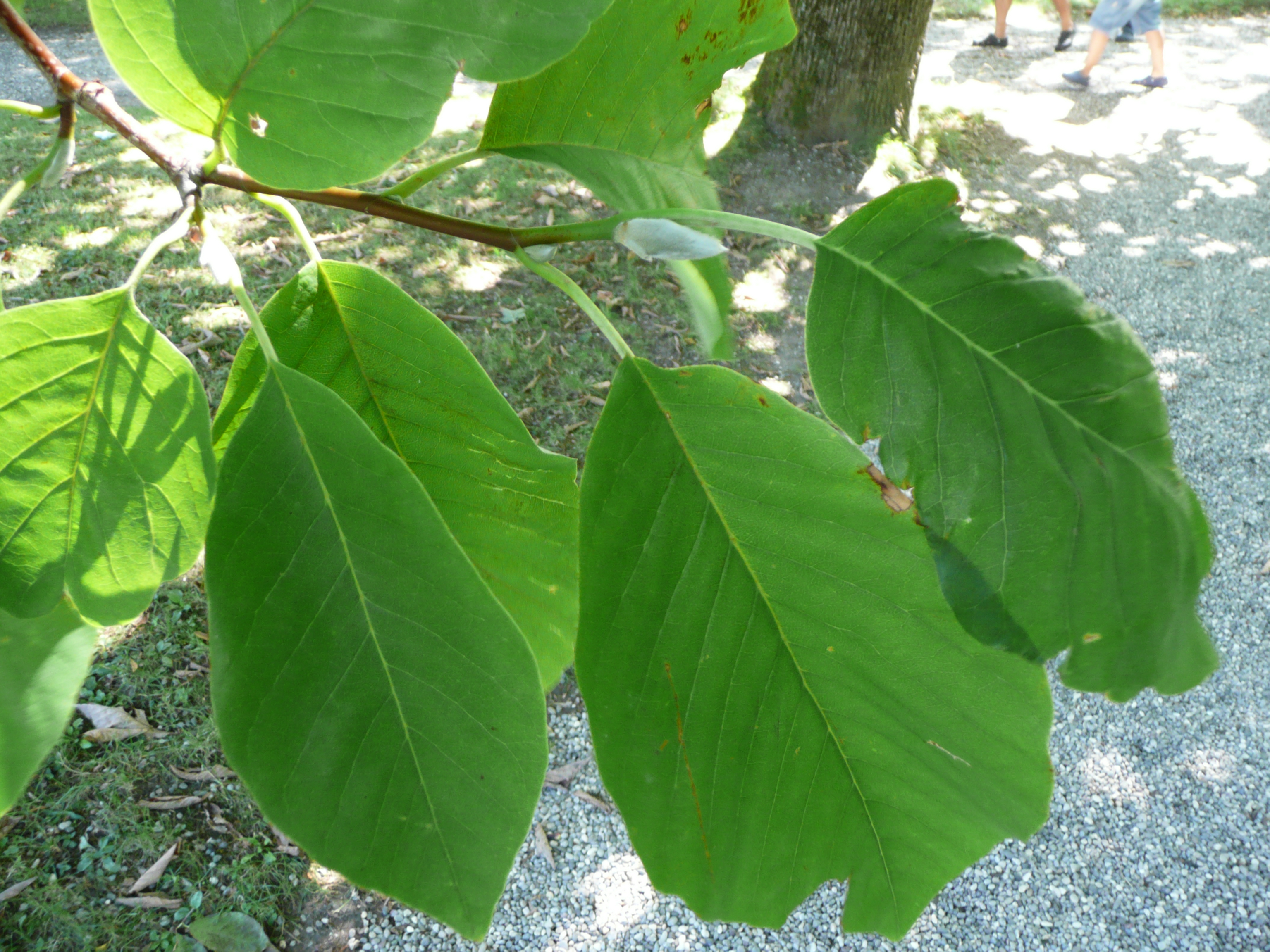
Magnolia acuminata